# Vittorio Sanipoli
Vittorio Sanipoli, all'anagrafe Luciano Sanipoli (Quinto al Mare, 27 ottobre 1915 – Roma, 25 luglio 1992), è stato un attore e doppiatore italiano.

## Biografia
Vittorio Sanipoli frequentò l'Accademia d'arte drammatica a Milano su suggerimento della zia, l'attrice Elvira Betrone, ed esordì nel 1939 nella Compagnia dei Gialli, diretta da Romano Calò; recitò poi con la Compagnia Odeon di Milano (1941), e nel dopoguerra con Ruggero Ruggeri e Renzo Ricci (1948). Negli stessi anni intraprese l'attività radiofonica, lavorando in trasmissioni di prosa come La strada del sole di Mario Carletti (1939, regia di Enzo Ferrieri) e Così è (se vi pare) di Pirandello (1940, regia di Alberto Casella). Attore duttile, poliedrico, dall'interpretazione scabra e incisiva, dotato di ottima tecnica e presenza scenica, negli anni cinquanta fu nella Compagnia nazionale al Teatro Valle di Roma (1950-1951), in quella diretta da Guido Salvini (1951-1952), e in quelle di Gianfranco De Bosio (Nuovo Teatro ETI 1954-1955, Stabile di Torino, 1957-1958) e Squarzina (1959), passando con disinvoltura dai ruoli drammatici a quelli brillanti e ottenendo successi personali in Detective Story e in Anna per mille giorni, entrambi del 1951. La sua carriera proseguì densa di soddisfazioni e culminò nella stagione 1956-1957 con la prima rappresentazione italiana di Un cappello pieno di pioggia per la regia di Luigi Squarzina con la formazione Proclemer-Albertazzi e, nel 1960, quando vinse come attore non protagonista, il premio San Genesio per la sua performance ne Il Revisore diretto da Virginio Puecher per il Teatro di Genova. La sua attività continuò positivamente negli anni successivi: nel 1963 ritrovò Squarzina che lo scritturò per Corte Savella, in seguito apparve in altri lavori e approdò nel 1970 al Piccolo Teatro di Milano scritturato da Strehler, per un personaggio di grande spessore in Santa Giovanna dei macelli di Brecht.

Vittorio Sanipoli a inizio carriera nel film Quartieri alti (1945)

L'esordio nel cinema avvenne in pieno conflitto bellico, con lo pseudonimo di Vittorio Sanni, da protagonista in due gradevoli film d'avventura salgariani, per proseguire una carriera di tutto rispetto in una serie innumerevole di pellicole come Napoletani a Milano di Eduardo De Filippo (1953) e La domenica della buona gente di Anton Giulio Majano (1953). Il primo successo di una certa importanza arrivò con il ruolo del romano Marcus Virilius Rufus nell'epico Spartaco - Il gladiatore della Tracia di Riccardo Freda (1953). Specializzatosi in parti secondarie, che delineò con efficacia, fu l'ambiguo Ramón nella gangster story Grisbì di Jacques Becker (1954), il severo maggiore Segre di La grande guerra di Mario Monicelli (1959) e il questore del pungente e disincantato Roma bene di Carlo Lizzani (1971). Dotato di una voce roca ma dal timbro maschio e molto caldo, si dedicò anche al doppiaggio ma non con continuità, preferendo di gran lunga i ruoli – pur se secondari – nel cinema e soprattutto calcare le scene. Uno degli attori da lui doppiati in modo egregio fu il Wallace Beery di Pranzo alle otto nell'edizione ripresentata nel dopoguerra.

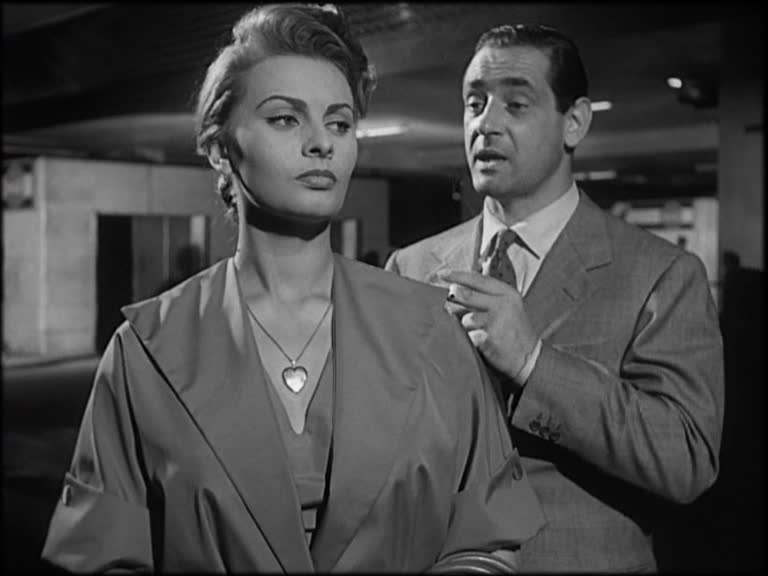
Vittorio Sanipoli e Sophia Loren in una sequenza del film La domenica della buona gente (1953)

Gli anni cinquanta furono anche un periodo di intensa attività radiofonica; fra le innumerevoli interpretazioni, La casa sul fiume di Giovanni Bonacci (1950, regia di Umberto Benedetto), Giovanna e i suoi giudici di Thierry Maulnier (1951, regia di Salvini), Knock o il trionfo della medicina di Jules Romains (1953, regia di Tofano), Figlio di nessuno di Montherlant (1958, regia di Puecher), Un marito di Svevo (1959, regia di Sandro Bolchi). Negli anni sessanta e settanta proseguì la partecipazione al teatro radiofonico, con La signora Morli, una e due di Pirandello (1961, regia di Morandi), La grande orecchia di Bréal (1964, regia di Flaminio Bollini), I tre colpi di mezzanotte di Obey (1965, regia di Benedetto), Le notti dell'ira di Salacrou (1966, regia di Benedetto), Ifigenia in Aulide di Euripide (1966, regia di Visconti), Il giorno della civetta di Sciascia e Sbragia (1967, regia di Benedetto), Otello di Shakespeare (1970, regia di Gino Landi), Il revisore di Gogol' (1971, regia di Giorgio Bandini), Volpone di Ben Jonson (1972, regia di Pietro Masserano Taricco).
Sanipoli ebbe anche un'intensa attività televisiva a cominciare dalla sua presenza in numerosi sceneggiati, fra i quali: Piccole donne di Majano (1955), Umiliati e offesi di Cottafavi (1958) e Il mulino del Po di Bolchi (1963).
Ma fu anche ottimo interprete di opere teatrali ridotte per la televisione come Proibito al pubblico di Corrado Pavolini (1955), Svegliati e canta di Blasi (1956), Piccole volpi di Claudio Fino (1960), Il candeliere di Edmo Fenoglio (1961), Corte marziale per l'ammutinamento del Caine di Giacomo Vaccari e L'aiuola bruciata di Claudio Fino, entrambe del 1965, quindi Ross di Giuseppe Fina (1969), Chatterton di Orazio Costa (1971) e moltissime altre. Da non trascurare poi gli episodi di varie serie di successo come Maigret, Nero Wolfe, Processi a porte aperte, Tenente Sheridan, Vivere insieme e tante altre. Partecipò inoltre a vari programmi come Il girasole (1972-75). In radio fu il padrone di casa nel marzo 1970 di Voi ed Io la storica trasmissione di intrattenimento del mattino sul Programma Nazionale Radiorai dal lunedì al sabato dalle 9,15 alle 11,30 esperienza ripetuta due anni più tardi nel mese di marzo 1972.
Verso la fine degli anni settanta abbandonò gli schermi.
Sposato con l'attrice Amalia D'Alessio (1922-2006) morì in un ospedale romano il 25 luglio 1992 a 76 anni per una malattia ai polmoni. È sepolto presso il Cimitero del Verano di Roma

## Filmografia

### Cinema

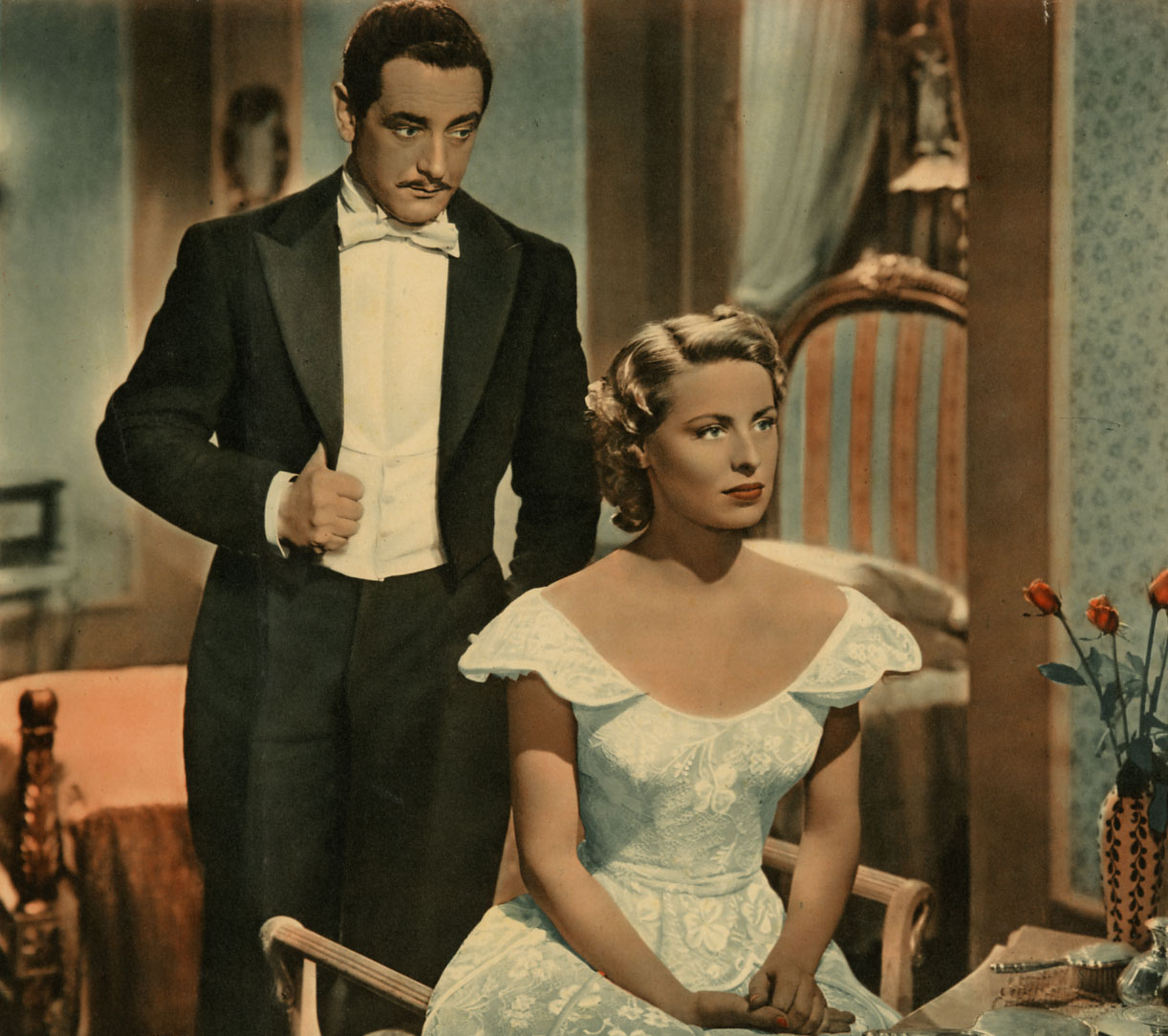
Vittorio Sanipoli e Lia Amanda in una foto di scena del film Amanti del passato (1953)

Vittorio Sanipoli (a destra) e Jean Gabin in una scena di Maigret e i gangsters (1964)

- La morte civile, regia di Ferdinando Maria Poggioli (1942)
- Il figlio del corsaro rosso, regia di Marco Elter (1943)
- Gli ultimi filibustieri, regia di Marco Elter (1943)
- Quartieri alti, regia di Mario Soldati (1945)
- O sole mio, regia di Giacomo Gentilomo (1946)
- Il diavolo bianco, regia di Nunzio Malasomma (1947)
- Il corriere del re, regia di Gennaro Righelli (1947)
- Rocambole, regia di Jacques de Baroncelli (1947)
- La rivincita di Baccarat (La revanche de Baccarat), regia di Jacques de Baroncelli (1948)
- Cuore, regia di Duilio Coletti (1948)
- Una lettera all'alba, regia di Giorgio Bianchi (1948)
- Biancaneve e i sette ladri, regia di Giacomo Gentilomo (1949)
- Cavalcata d'eroi, regia di Mario Costa (1949)
- Tormento, regia di Raffaello Matarazzo (1950)
- Turri il bandito, regia di Enzo Trapani (1950)
- La bisarca, regia di Giorgio Simonelli (1950)
- Canzone di primavera, regia di Mario Costa (1951)
- Ultimo incontro, regia di Gianni Franciolini (1951)
- Il mago per forza, regia di Marino Girolami, Marcello Marchesi e Vittorio Metz (1951)
- Clandestino a Trieste, regia di Guido Salvini (1951)
- La vendetta di Aquila Nera, regia di Riccardo Freda (1951)
- Vedi Napoli e poi muori, regia di Riccardo Freda (1952)
- La donna che inventò l'amore, regia di Ferruccio Cerio (1952)
- Il boia di Lilla - La vita avventurosa di Milady, regia di Vittorio Cottafavi (1952)
- Il figlio di Lagardère, regia di Fernando Cerchio (1952)
- Il romanzo della mia vita, regia di Lionello De Felice (1952)
- La trappola di fuoco, regia di Gaetano Petrosemolo (1953)
- Gioventù alla sbarra, regia di Ferruccio Cerio (1953)
- Il sacco di Roma, regia di Ferruccio Cerio (1953)
- Spartaco - Il gladiatore della Tracia, regia di Riccardo Freda (1953)
- I Piombi di Venezia, regia di Gian Paolo Callegari (1953)
- Il cavaliere di Maison Rouge, regia di Vittorio Cottafavi (1953)
- La domenica della buona gente, regia di Anton Giulio Majano (1953)
- Una donna prega, regia di Anton Giulio Majano (1953)
- L'età dell'amore, regia di Lionello De Felice (1953)
- Amanti del passato, regia di Adelchi Bianchi (1953)
- Napoletani a Milano, regia di Eduardo De Filippo (1953)
- Napoli piange e ride, regia di Flavio Calzavara (1954)
- Vergine moderna, regia di Marcello Pagliero (1954)
- Grisbì (Touchez pas au grisbi), regia di Jacques Becker (1954)
- La regina Margot (La reine Margot), regia di Jean Dréville (1954)
- Orlando e i paladini di Francia, regia di Pietro Francisci (1956)
- La donna del giorno, regia di Citto Maselli (1956)
- Addio per sempre, regia di Mario Costa (1957)
- La grande guerra, regia di Mario Monicelli (1959)
- Costantino il Grande, regia di Lionello De Felice (1961)
- Rosmunda e Alboino, regia di Carlo Campogalliani (1961)
- I mongoli, regia di André De Toth, Leopoldo Savona e Riccardo Freda (1961)
- Morte di un bandito, regia di Giuseppe Amato (1961)
- Maciste il gladiatore più forte del mondo, regia di Michele Lupo (1962)
- Violenza segreta, regia di Giorgio Moser (1963)
- Le verdi bandiere di Allah, regia di Giacomo Gentilomo e Guido Zurli (1963)
- I compagni, regia di Mario Monicelli (1963)
- Il figlio del circo, regia di Sergio Grieco (1963)
- Maigret e i gangsters (Maigret voit rouge), regia di Gilles Grangier (1964)
- Agente 077 dall'Oriente con furore, regia di Sergio Grieco (1965)
- Vacanze sulla neve, regia di Filippo Walter Ratti (1966)
- Avventurieri per una rivolta (Estouffade à la Caraibe), regia di Jacques Besnard (1967)
- Tiffany memorandum, regia di Sergio Grieco (1967)
- El "Che" Guevara, regia di Paolo Heusch (1968)
- Roma bene, regia di Carlo Lizzani (1971)
- Siamo tutti in libertà provvisoria, regia di Manlio Scarpelli (1971)
- Dieci incredibili giorni (La décade prodigieuse), regia di Claude Chabrol (1971)
- Regolamento di conti (Les Hommes), regia di Daniel Vigne (1972)
- Quelli che contano, regia di Andrea Bianchi (1974)
- Pianeta Venere, regia di Elda Tattoli (1974)
- Uomini duri, regia di Duccio Tessari (1974)
- Sleeping Car (Le guêpier), regia di Roger Pigaut (1975)

### Televisione
- Il sacro esperimento di Fritz Hochwälder, regia di Gianfranco De Bosio, trasmessa l'8 aprile 1955.
- Inquisizione di Diego Fabbri, regia di Daniele D'Anza, trasmessa l'8 luglio 1955.
- Proibito al pubblico, regia di Corrado Pavolini, trasmessa l'11 novembre 1955.
- La commedia di colui che sposò una donna muta di Anatole France, regia di Giancarlo Galassi Beria, trasmessa il 17 gennaio 1956.
- Cesare e Cleopatra, regia di Franco Enriquez, trasmessa il 25 maggio 1956
- I morti non fanno paura di Eduardo De Filippo, regia di Vieri Bigazzi, trasmessa il 16 giugno 1956.
- Otello di Shakespeare, regia di Vittorio Gassman, trasmessa il 15 marzo 1957.
- La foresta pietrificata, regia di Franco Enriquez (1959)
- Il mulino del Po di Riccardo Bacchelli, regia di Sandro Bolchi – miniserie TV (1963)
- La figlia del capitano di Puškin, regia di Leonardo Cortese – miniserie TV (1965)
- Tenente Sheridan di Mario Casacci, Alberto Ciambricco e Giuseppe Aldo Rossi, episodio La donna di fiori, regia di Anton Giulio Majano – serie TV (1965)
- Luce a gas, regia di Alessandro Brissoni (1966)
- Luisa Sanfelice di Alexandre Dumas, regia di Leonardo Cortese – miniserie TV (1966)
- Le inchieste del commissario Maigret di Mario Landi, episodio Maigret sotto inchiesta, regia di Mario Landi – serie TV (1966)
- L'affare Dreyfus, regia di Leandro Castellani – miniserie TV (1968)
- Nero Wolfe, episodio Il patto dei sei, regia di Giuliana Berlinguer – serie TV (1969)
- Arsenio Lupin, episodio La donna dai due sorrisi – serie TV (1971)
- Il commissario De Vincenzi di Augusto De Angelis, episodio Il candelabro a sette fiamme, regia di Mario Ferrero – serie TV (1974)
- L'assassinio dei fratelli Rosselli di Giovanni Bormioli, Gian Pietro Calasso e Aldo Rosselli, regia di Silvio Maestranzi – miniserie TV (1974)
- Accadde a Lisbona di Luigi Lunari, regia di Daniele D'Anza – miniserie TV (1974)
- Murat, regia di Silverio Blasi – miniserie TV (1975)
- Don Giovanni in Sicilia, regia di Guglielmo Morandi – miniserie TV (1977)
- Luigi Ganna detective, regia di Maurizio Ponzi, episodio Al di là di quel pioppeto – serie TV (1979)
- La giacca verde, regia di Franco Giraldi – film TV (1979)

## Prosa radiofonica

### EIAR
- L'ajo nell'imbarazzo di Giovanni Giraud, regia di Alberto Casella, trasmessa il 16 novembre 1939.
- Anime in fondo al mare di Carlo Manzini, regia di Alberto Casella, trasmessa il 20 novembre 1939.
- Tirare sul cinque, commedia di Carlo Salsa, regia di Alberto Casella, trasmessa il 9 gennaio 1940
- La polvere negli occhi, commedia di Eugène Labiche, regia di Alberto Casella, trasmessa il 18 gennaio 1940
- Redenzione, dramma di Roberto Farinacci, regia di Alberto Casella, trasmesso il 1 febbraio 1940

### Rai
- La febbre da fieno di Noël Coward, regia di Pietro Masserano Taricco, trasmessa l'8 agosto 1949.
- La sera del grande silenzio di Giovanni Battista Angioletti, regia di Guglielmo Morandi, trasmessa il 12 febbraio 1950.
- I masnadieri di Friedrich Schiller, regia di Anton Giulio Majano, trasmessa il 13 febbraio 1950.
- Annibale è alle porte, di Robert E. Sherwood, regia di Enzo Convalli, trasmessa il 9 gennaio 1956.
- La miliardaria, di George Bernard Shaw, regia di Mario Ferrero, trasmessa il 19 marzo 1956.
- L'impermeabile, episodio del Il museo di Scotland Yard, di Ira Marion, regia di Anton Giulio Majano, trasmesso il 4 aprile 1957
- Cesare e Cleopatra, dramma  di George Bernard Shaw, regia di Franco Enriquez, trasmesso il 21 gennaio 1958
- La foresta pietrificata, regia di Franco Enriquez,1959
- Non si muore soli, radiodramma di Alfred Andersch, regia di Sandro Bolchi, trasmesso il 14 febbraio 1960.
- Piccoli borghesi, dramma di Maksim Gor'kij, regia di Flaminio Bollini, trasmessa il 1 luglio 1962
- L'aiuola bruciata, commedia di Ugo Betti, regia di Ottavio Spadaro, trasmessa il 1 ottobre 1962
- Chi è Jonathan? di Francis Durbridge, regia di Umberto Benedetto, giallo in dieci puntate trasmesso dal 12 al 23 aprile 1971.
- La ragazza scomparsa di Francis Durbridge, regia di Umberto Benedetto, giallo in dieci puntate trasmesso dal 17 al 28 febbraio 1975.

## Teatro
- Detective Story di Sidney Kingsley, regia di Luigi Squarzina, Teatro Valle di Roma, 30 gennaio 1951.
- Un caso clinico di Dino Buzzati, regia di Giorgio Strehler, Piccolo Teatro di Milano, 14 maggio 1953.
- Storia di Pablo di Sergio Velitti, regia di Virginio Puecher, Piccolo Teatro di Milano, 20 marzo 1961.

## Doppiaggio

### Cinema
- Wallace Beery in Giuramento di sangue, Pancho il messicano, Così sono le donne, Pranzo alle otto, Grand Hotel
- John Wayne in La riva dei peccatori, La grande fiamma, I sacrificati
- Buddy Baer in Quo vadis
- Ernest Borgnine in Base artica Zebra
- John Carroll in Angelo in esilio
- Ted de Corsia in Tortura
- John Dehner in Il segreto del Sahara
- Gert Fröbe in La rossa
- Sydney Greenstreet in Le spie
- Moses Gunn in Shaft il detective
- José Jaspe in Ringo, il cavaliere solitario
- Ben Johnson in Il re dell'Africa
- Melvyn Douglas in Intrighi al Grand Hotel
- Arthur Kennedy in I sanguinari
- Jack Warner in L'astronave atomica del dottor Quatermass
- Moroni Olsen in Il primo ribelle
- William Powell in Innamorato pazzo
- Jason Robards in Il massacro del giorno di San Valentino
- Cesar Romero in Carnevale in Costarica
- John Sutton in La vita è nostra
- Arnoldo Foà in Amore rosso - Marianna Sirca
- Luigi Pistilli in Per qualche dollaro in più
- Olinto Cristina in Ragazze da marito
- John Kitzmiller in La capanna dello zio Tom
- Fernando Sancho in Una pistola per Ringo

### Film d'animazione
- Obelix in Asterix il gallico
- Re Leonida in Pomi d'ottone e manici di scopa

## Doppiatori
Vittorio Sanipoli, nelle opere in cui ha preso parte, è stato doppiato da:
- Emilio Cigoli in La vendetta di Aquila Nera, Napoli piange e ride, 077 dall'Oriente con furore
- Carlo Romano in Quartieri alti
- Gianfranco Bellini in Uomini duri